# Moravský Beroun
Moravský Beroun (niem. Bärn, dawniej cz. Beroun na Moravě) – miasto w Czechach, w kraju ołomunieckim.
Według danych z 31 grudnia 2003 powierzchnia miasta wynosiła 5122 ha, a liczba jego mieszkańców 3369 osób.
Do 31 grudnia 2004 roku miasto należało do powiatu Bruntál w kraju morawsko-śląskim. Od 1 stycznia 2005 roku należy do powiatu Ołomuniec w kraju ołomunieckim.
W Moravskim Berounie urodził się nauczyciel i muzyk František Cassián Hanel (1751–1820).

## Demografia
| Rok             | 1970 | 1980 | 1991 | 2001 | 2003 |
| --------------- | ---- | ---- | ---- | ---- | ---- |
| Liczba ludności | 2956 | 2827 | 3523 | 3431 | 3369 |

Źródło: Czeski Urząd Statystyczny

## Części gminy
- Čabová
- Moravský Beroun
- Nové Valteřice
- Ondrášov
- Sedm Dvorů

## Miasta partnerskie
- Bieruń, Polska
- Meung-sur-Loire, Francja
- Scheibenberg, Niemcy